# Franz Berwald
Franz Adolf Berwald (Stoccolma, 23 luglio 1796 – Stoccolma, 3 aprile 1868) è stato un compositore e violinista svedese  del periodo romantico.
Rimasto praticamente ignorato come musicista lungo tutto il corso della sua vita, si dedicò a svariati lavori per sostenersi. Successivamente le sue creazioni saranno molto apprezzate, rivelando, al di là delle influenze del romanticismo tedesco e delle ingenuità dovute alla irregolarità dei suoi studi, un autonomo stile ed una personalità ben marcata che andranno notevolmente ad incidere sulla musica nazionale scandinava della generazione seguente.

## Biografia
Proveniente da una famiglia di musicisti, Berwald prese lezioni di violino sin dalla più tenera età dal padre Christian Friedrich Georg, già membro dell'Orchestra Reale. Nel 1812 incominciò a lavorare presso Carlo XIII di Svezia come violinista dell'orchestra di corte e del teatro dell'Opera, ma due anni dopo abbandonerà per sempre la carriera concertistica, in quanto si orientava sempre più verso la composizione. Successivamente prese lezioni Edouard du Puy, inoltrandosi man mano nello studio della composizione.
Nel 1818 incominciò a pubblicare un ciclo di pezzi originali sulla rivista "Musikalisk", ma il vero e proprio debutto avvenne nel 1821 con il suo "concerto per violino e orchestra", accolto molto negativamente dal pubblico. Nel 1825 con la morte del padre, la famiglia si venne a trovare in una indigente situazione economica; Berwald, intenzionato a proseguire le sue conoscenze musicali, chiese ed ottenne una borsa di studio concessa dal sovrano che gli permise di potersi recare a Berlino, dove lavorò alacremente pur non vedendo mai pubblicato alcun suo lavoro.
Per mantenersi, sospese quasi completamente la sua attività di compositore e venne assunto a Berlino come commesso in un opificio per la lavorazione del vetro. Nel 1841 rientra definitivamente in patria e si impiega in una clinica ortopedica dapprima come amministratore e in seguito ne diviene il direttore, finché nel 1842 un suo poema sinfonico fu rappresentato al Palazzo Reale di Hofburg a Vienna, ricevendo ottimi giudizi dalla critica. In quello stesso anno videro luce la Sinfonia n. 2 , detta "Capricieuse", nel 1841 l'opera Estrella di Soria (rappresentata però nel 1862 con buon successo di pubblico e di critica). La Sinfonia n. 3, "Singulière", è invece del 1845 insieme al suo "Concerto per pianoforte e orchestra" scritto per l'allieva Hilda Aurora Thegerström ed eseguito solo nel 1904 dal nipote Astrid Berwald.
Fra i vari riconoscimenti che gli vennero tributati in vita ricordiamo nel 1849 il titolo di membro onorario del Mozarteum di Salisburgo, ed in Svezia, dopo la rappresentazione fallita dell'opera La regina di Golconda (1864, rappresentata solo nel 1968) gli fu conferito il titolo di cavaliere dell'Ordine della Stella Polare per i meriti artistici.
Nel 1868, poco prima della morte, gli venne assegnata una cattedra presso il conservatorio di Stoccolma, rifiutatagli a seguito di un ripensamento da parte degli accademici locali, gli fu riconsegnata su intervento diretto della famiglia reale.

## Opere

### Sinfonie
- Sinfonia la maggiore (Frammento) (1820)
- Sinfonia n. 1 sol minore Sinfonie sérieuse (1842)
- Sinfonia n. 2 re maggiore Sinfonie capricieuse (1842)
- Sinfonia n. 3 do maggiore Sinfonie singulière (1845)
- Sinfonia n. 4 mi bemolle maggiore Sinfonie naïve (1845)

### Concerti
- Variazioni su tema in si maggiore per Violino e Orchestra (1816)
- Concerto in mi maggiore per 2 Violini e Orchestra (1817)
- Concerto per Violino e Orchestra in Do # minore Op. 2 (1820)
- Konzertstück in fa maggiore per Fagotto e Orchestra (1827)
- Concerto per Pianoforte in re maggiore (1855)

### Altri lavori orchestrali
- Slaget vid Leipzig (Die Schlacht von Leipzig) (1828)
- Elfenspiel (1841)
- Fuga in mi bemolle maggiore (1841)
- Ernste und heitere Grillen (1842)
- Erinnerung an die norwegischen Alpen (1842)
- Bayaderen-Fest (1842)
- Wettlauf (1842)
- Stor polonaise (Grande polacca) (1843)

### Musica da camera
- Duetto per 2 Violini e Pianoforte in re maggiore (1857–60)
- Duetto per Violoncello (o Violino) e pianoforte in si maggiore (1858)
- Duetto Concertante per 2 Violini la maggiore (1816)
- Klaviertrio do maggiore (1845)
- Klaviertrio Nr.1 in mi bemolle maggiore (1849)
- Klaviertrio Nr.2 in fa minore (1851)
- Klaviertrio Nr.3 in re minore (1851)
- Klaviertrio Nr.4 in do maggiore (1853)
- Streichquartett Nr.1 in sol minore (1818)
- Streichquartett Nr.2 in la minore (1849)
- Streichquartett Nr.3 in mi bemolle maggiore (1849)
- Quartetto in mi bemolle maggiore per Pianoforte, Clarinetto, Corno e Fagotto (1819)
- Quintetto per pianoforte Nr.1 in do minore (1853)
- Quintetto per pianoforte Nr.2 in la maggiore (1850–57)
- Settetto in si bemolle maggiore per Clarinetto, Corno, Fagotto, Violino, Viola, Violoncello e Contrabbasso (1828)
- einige Klavierstücke

### Lavori vocali
- Kantat i anledning av högtidligheterna (1821)
- Kantat författad i anledning av HKH Kronprinsessans ankomst till Sverige och höga förmälning (1823)
- Gustaf Adolph den stores seger och död vid Lützen (1845)
- Nordiska fantasibilder (1846)
- Gustaf Wasas färd till Dalarna (1849)
- Apoteos (1864)
- altra musica corale e molti Lied

### Melodrammi
- Leonida. Opera (1829, verloren)
- Jag går i kloster. Operetta (1843; UA 1843)
- Modehandlerskan. Operetta (1843; UA 1845)
- Ein ländliches Verlobungsfest in Schweden. Operetta (1847 al Theater an der Wien)
- Estrella de Soria. Opera (1841/48)
- Drottningen av Golconda (La regina di Golconda). Opera (1864)

### Lavori per orchestra di fiati
- Revue-Marsch